# 巴尔巴里戈-米诺托宫
巴尔巴里戈-米诺托宫（Palazzo Barbarigo Minotto）是意大利北部威尼斯的一座15世纪宫殿，位于大运河畔，毗邻较大的Palazzo Corner。 它是威尼斯哥特式风格，原来是两座宫殿-- 巴尔巴里戈宫和米诺托宫，在十七世纪合并为一座。巴尔巴里戈宫由巴尔巴里戈家族拥有几个世纪, 是额我略·巴尔巴里戈的出生地。他曾经拒绝教皇皇冠。 Martinengo families. 后来由米诺托 和Martinengo家族所拥有。

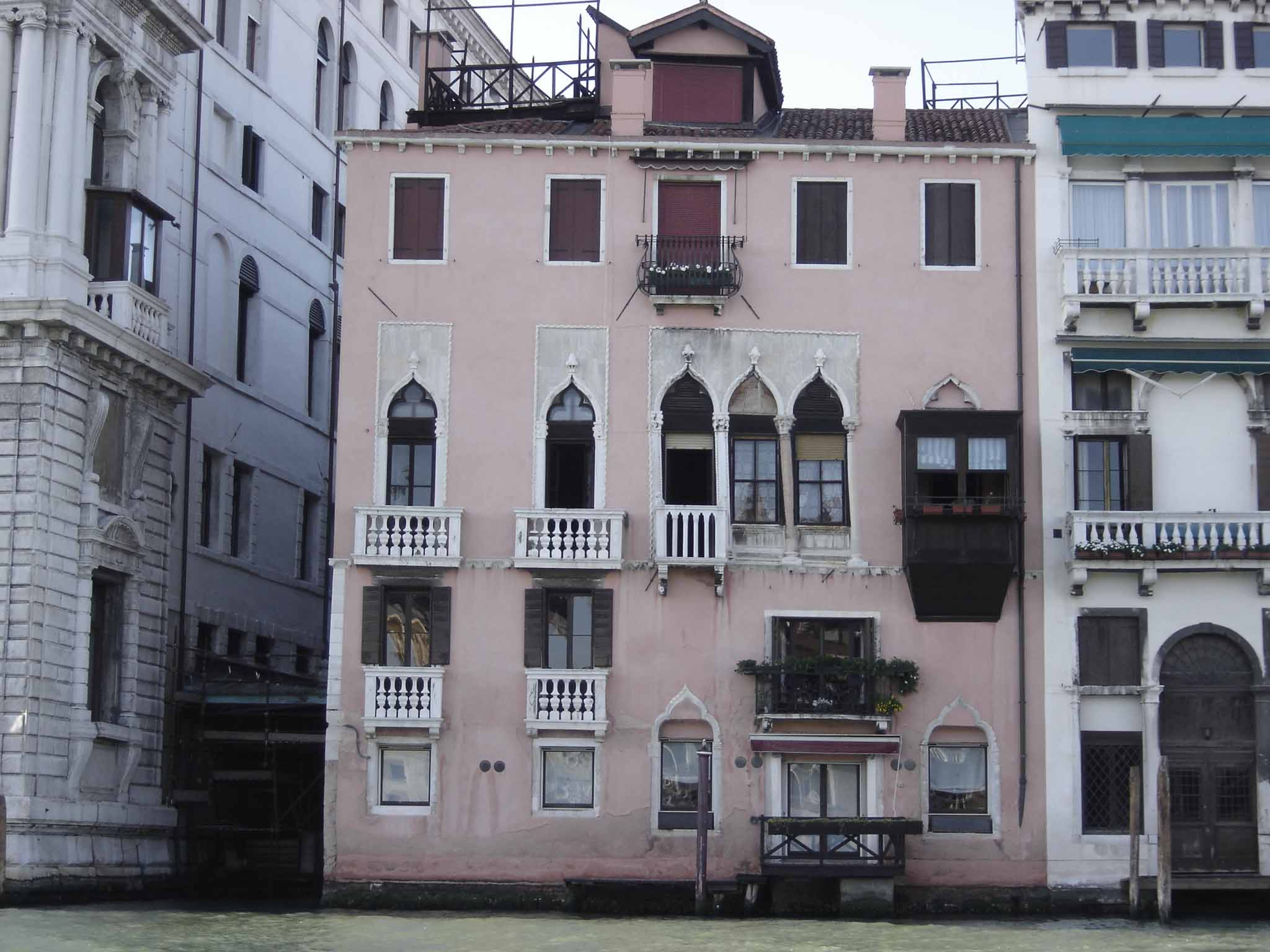

有三个大厅面对大运河，另有三个大厅面对 Rio Zaguri河。在1739年额我略·巴尔巴里戈与卡特琳娜·萨格雷多结婚之际，聘请了乔凡尼·巴蒂斯塔·提埃坡罗等多位艺术大师用壁画和绘画美化宫殿。图案装饰体现新婚夫妇的文化兴趣，分别代表四门科学: 历史、天文学、地理和占星术，以及四门艺术: 绘画、雕塑、音乐和诗歌。

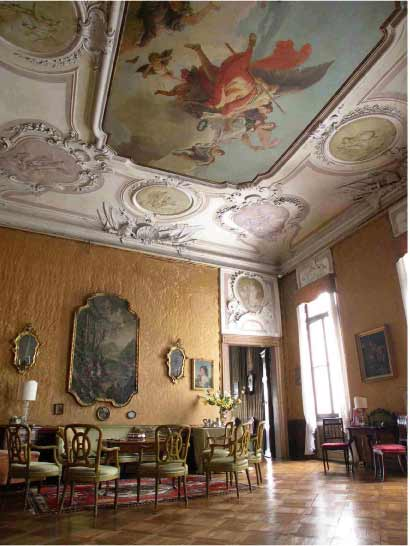

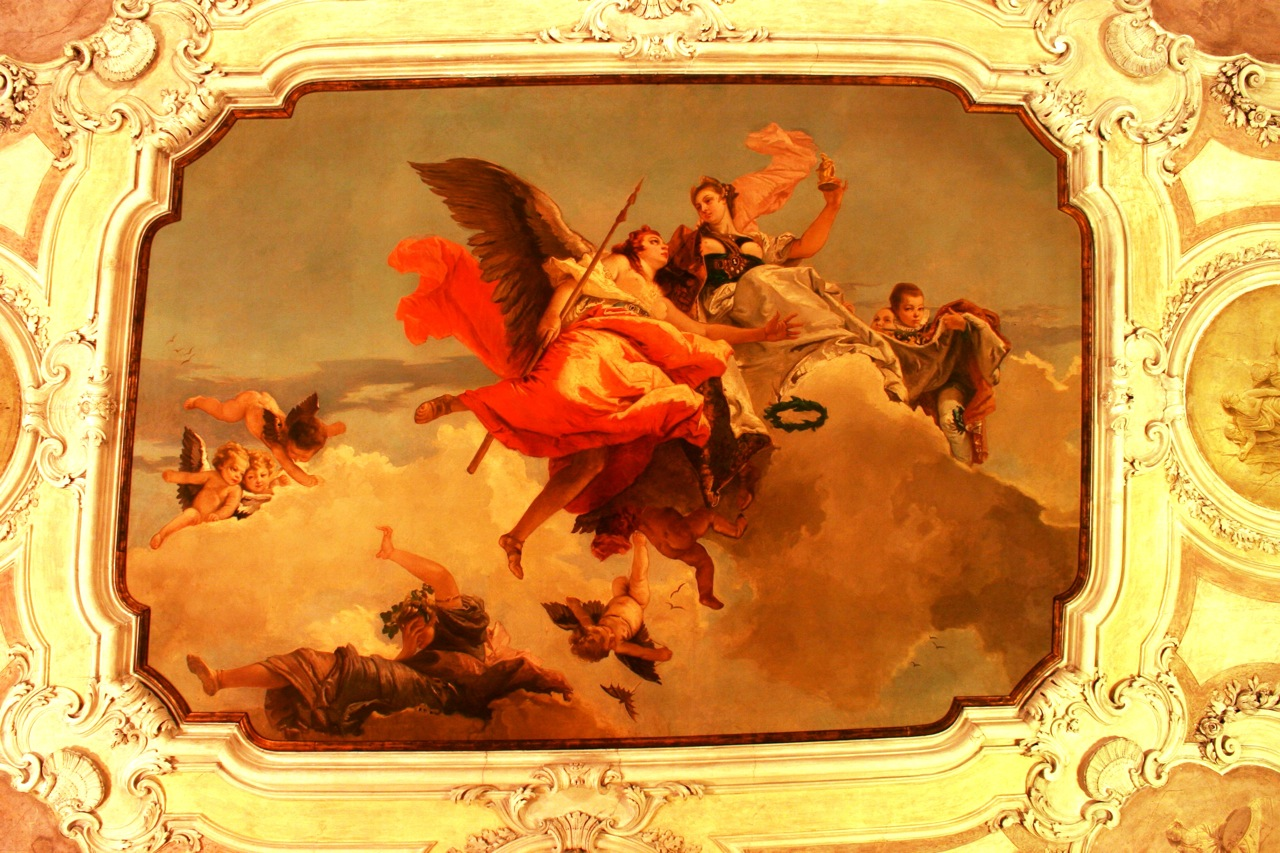

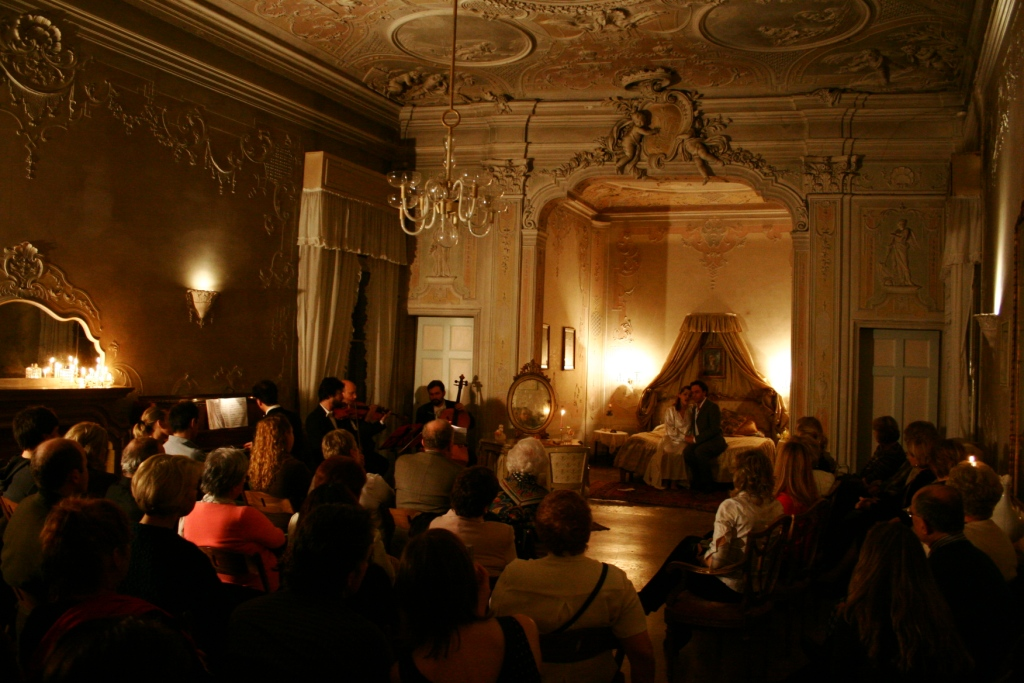